# Soufflaculs de Nontron
Vous lisez un « article de qualité » labellisé en 2020.
Pour un article plus général, voir Soufflaculs.
Les Soufflaculs de Nontron  sont une tradition populaire de la ville de Nontron, dans le département français de la Dordogne en région Nouvelle-Aquitaine. Initialement très répandue dans le Midi de la France, cette fête carnavalesque ne subsiste que dans quelques localités, et notamment à Nontron. La journée de célébration est caractérisée par le défilé des Soufflaculs, vêtus de chemises de nuit et de bonnets de coton blanc, qui, avec un soufflet, ont pour mission de défiler dans la ville et de chasser les mauvais esprits qui se cacheraient sous les jupes des femmes.
Durant cette mascarade qui remonte au Moyen Âge, le peuple se déguise à l'origine pour se moquer des riches, des ecclésiastiques et des puissants. Malgré des difficultés économiques et politiques à demeurer actif d'une année sur l'autre, ce carnaval reste l'événement majeur de la vie festive locale. Inscrits dans l'Inventaire du patrimoine culturel immatériel en France depuis 2010, les Soufflaculs de Nontron sont devenus célèbres pour leur vision comique, caricaturale et satirique de la société.

## Historique

### Origines des Soufflaculs
Peu d'archives ou d'éléments historiques permettent de retracer entièrement l'origine des Soufflaculs. La plus vieille iconographie connue du souffle-à-cul remonte au XVIe siècle et semble être celle des bas-reliefs sculptés sur le bois, à l'extérieur de l'hôtel Brusttuch, à Goslar, en Allemagne,. Un démon est représenté avec un coqueluchon et des pattes d'oie et se prépare, avec son soufflet, à venter une sorcière dont le bras droit est en position d'offrande anale. Sa baratte déborde de la crème volée pendant la nuit de Walpurgis. Un manuscrit médiéval du XIIIe siècle, un cul-de-lampe du XIVe siècle situé dans la cathédrale Saint-Pierre-et-Saint-Paul de Troyes et une bannière de la Compagnie de la Mère-Folle du XVe siècle semblent pourtant évoquer un usage similaire du soufflet avant le XVIe siècle.
Le souffle-à-cul est une tradition carnavalesque du Moyen Âge qui prend diverses formes selon les régions en France,. De manière générale, le personnage de la « vieille Bouchée » — une dame âgée, d'une extrême maigreur, croyante et prude qui ne cesse de péter dans une église — intervient comme une personnification du cycle du carnaval,. Le fait de venter la vieille Bouchée peut être considéré comme le symbole du Carême que l'on cherche, le mercredi des Cendres, à équivoquer à l'aide d'un soufflet,. Souvent comparée à un jeu enfantin ou, au contraire, à un geste obscène, la pratique du souffle-à-cul consiste à inverser le circuit interne du souffle et de l'âme dans notre corps, de haut en bas et de bas en haut, afin d'expulser les mauvais esprits,,,.
De plus en plus populaire au XVIIIe siècle, la pratique du souffle-à-cul est principalement répandue dans le Midi de la France,,,,. Certains départements pratiquent une variante catalane, appelée la « danse du feu aux fesses » (ou « Tiou-tiou ») ; les participants allument chacun un tire-bouchon de papier pendu aux fesses de celui qui est situé devant lui,,. La pratique des Soufflaculs ne semble faire son apparition à Nontron qu'au XIXe siècle,.

### Les Soufflaculs à Nontron auXIXesiècle

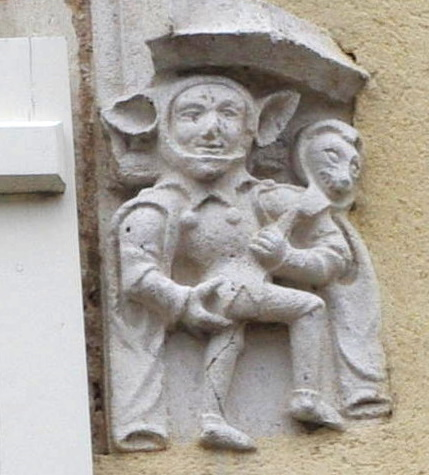
Fenêtre sculptée du XVIe siècle, à Saint-Pardoux-la-Rivière (Dordogne). Le geste du joueur de chabrette rappelle celui des Soufflaculs.

Le Nontronnais du 16 février 1850 est le premier titre de presse connu à faire mention de la pratique du souffle-à-cul à Nontron : « Autrefois, dans la basse ville des bals magnifiques, que la mascarade des Soufflets était originale, qu'elle exécutait avec ensemble une manœuvre que nos lecteurs qualifieront comme ils l'entendront, que les costumes étaient frais et blancs… ». Les journalistes évitent de parler de cette tradition populaire que la morale réprouve à cette époque et qui irait à l'encontre des valeurs de leurs lecteurs. D'autres en parlent, mais pour la condamner, la qualifiant de « grossière, vulgaire et obscène ».
Le 8 mars 1851, Le Nontronnais consacre une longue chronique à la description du carnaval, mais va y décrire uniquement la tenue du bal, les déguisements et les masques que portent les participants. En 1865, comme en témoigne un article publié le 1er avril de cette année-là, une douzaine de personnes se déguisent comme ils l'entendent : des costumes de Don Quichotte, de mousquetaires, de Sancho Panza, de pages de François Ier, de Louis XIV, de Méphistophélès, d'Arlequin et de Pierrot sont notamment aperçus en ville,. Le nombre de participants varie ensuite en fonction des éditions : cinq ou six Soufflaculs en 1872, une trentaine en 1894 et une quarantaine en 1900.
En février 1894, le Courrier de Nontron est le premier journal à publier une description chronologique du carnaval nontronnais. Les festivités de quatre jours débutent le dimanche soir lorsque les Nontronnais sont conviés à un bal masqué qui se tient dans la grande salle de l'ancien Café Italien. Le lundi, les jeunes participants se travestissent et improvisent une cavalcade dans les rues de Nontron,. Les Soufflaculs jugent et brûlent Carnaval le mercredi des Cendres.
Le même jour, deux célébrations sont également organisées à Nontron, tout comme à Daglan, Terrasson-Lavilledieu et Périgueux. La première, appelée « l'assouade », consiste à faire monter sur un âne les maris cocus ou battus,,. À Nontron tout particulièrement, ils sont installés à l'envers, tournés vers l'arrière-train de l'âne, lequel se voit être venté par un soufflet. Les maris sont promenés et moqués publiquement dans toute la ville, vêtus d'une robe, d'un fichu et d'une coiffe,. La deuxième tradition, moins répandue que la première, est appelée les « cornes » :

« Ce jour-là […], tous ceux qui se sont mariés dans l'année carnavalesque finie un an auparavant, à pareil jour, se rassemblent, déguisés et masqués […]. Le dernier marié de ceux-là porte une fourche à foin ainsi accoutrée : dans les deux dents sont plantées deux cornes de bœuf […]. La troupe […] se rend en procession, chez le premier marié de l'année carnavalesque qui finit ce jour. Devant la porte, on se range en demi-cercle ; la musique donne l'aubade, puis se tait. Alors, le plus ancien marié de la troupe s'avance, et […] appelle trois fois l'homme par son […] surnom. […] Il arrive donc, et lorsqu'il est sur le pas de la porte, la musique éclate avec rage. Puis le silence se fait, et l'homme s'avance […]. On lui fait d'abord saluer bien bas la fourche tenue au centre du cercle […], on le fait mettre à genoux […] et on lui fait réciter des questions farcesques […]. Lorsqu'il a répondu, on lui fait réciter, en la lui dictant mot à mot, une profession de foi à crever de rire, par laquelle il promet, entre autres choses, d'être sourd et aveugle. [Les] cornes s'abaissent vers lui et couronnent un moment sa tête, et puis on les lui fait embrasser […]. Le chef de la troupe prononce une formule burlesque […], fait relever l'homme et lui donne l'accolade, tandis que la musique reprend à grand bruit. […] Toute la troupe s'en va vers la maison du second marié où [la farce] recommence […], et on va chez le troisième, et ainsi de suite, jusqu'au dernier marié, qui porte l'engin cornu jusqu'à l'auberge où la troupe s'en va souper en grande joyeuseté. »

— Eugène Le Roy, Le Moulin du Frau (1891).

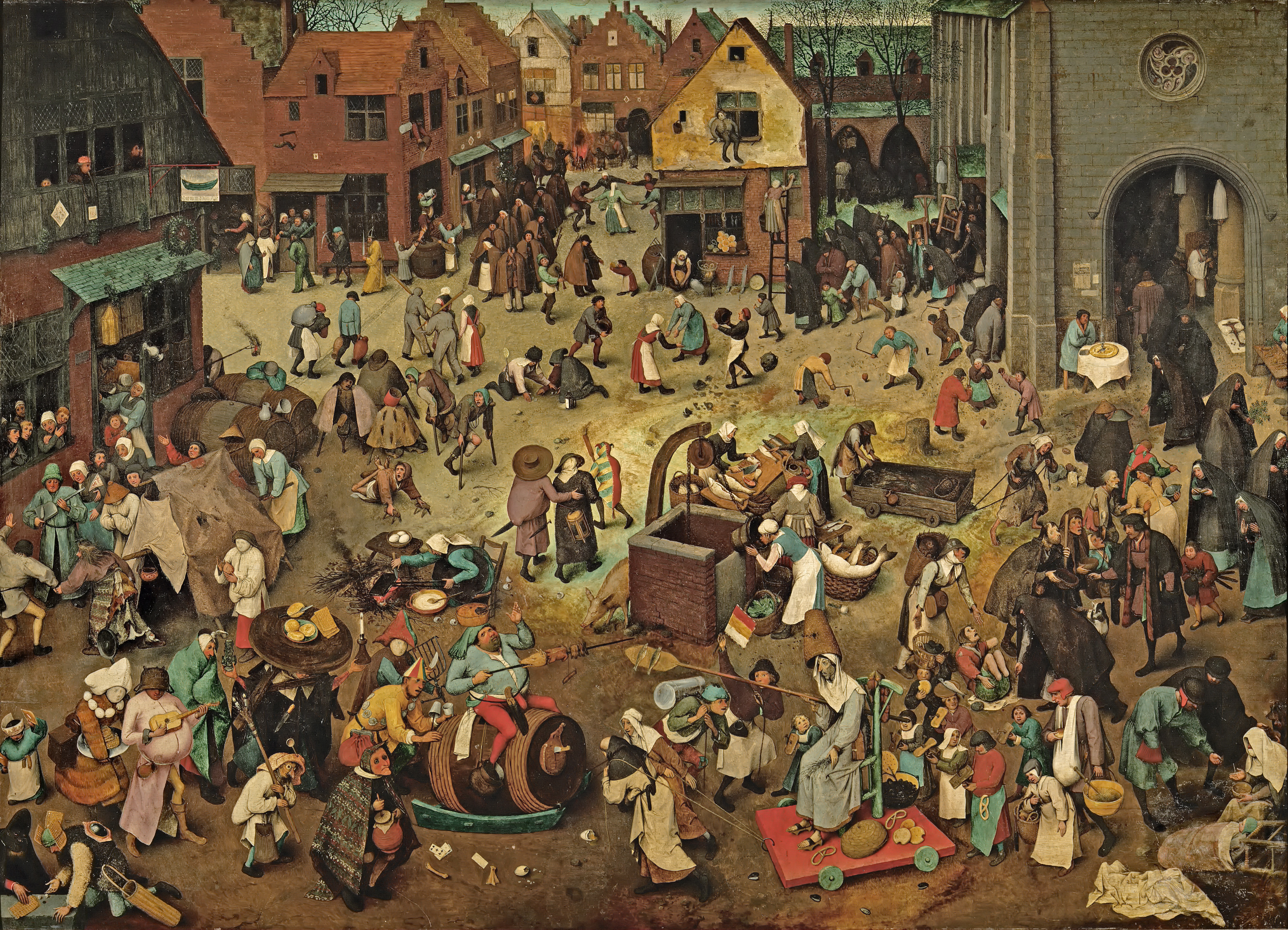
Le Combat de Carnaval et Carême (tableau peint à l'huile par Pieter Brueghel l'Ancien en 1559) représente le contraste de la vie au Moyen Âge, entre Mardi gras et le mercredi des Cendres, jour où débute le Carême.

Jusqu'au début du XXe siècle, le carnaval de Nontron est avant tout la « fête du cochon »,,. Chaque propriétaire (qu'il soit fermier, métayer, cabaretier ou bourgeois) élève un goret, souvent le dernier de la portée, pour participer à la « tuerie du cochon » le jour du Samedi gras, trois jours avant le carnaval. Une fois que les hommes ont abattu et dépecé l'animal, les femmes lavent les abats le matin, pour en faire une fricassée de porc. Dans un contexte où la famine est régulière en Périgord et où l'hiver est synonyme de privations alimentaires, la fricassée, très riche en graisses et en calories, constitue l'un des meilleurs plats de la période carnavalesque. Les morceaux de foie, de rate, d'osseline et de ris sont sautés dans une sauce à l'oignon abondamment épicée. Le tout est servi sur des pains grillés et aillés. Le samedi après-midi, le dimanche et le lundi sont consacrés à la confection de boudins cuits dans de l'eau salée.
Dans la tradition du Bœuf Gras, essentiellement perpétuée après la Première Guerre mondiale, les habitants de Nontron dégustent aussi des pièces de bœuf. Les bêtes sont attachées aux anneaux fixés dans le sol de la halle de la commune, avant d'être abattues par le boucher devant les enfants du bourg. Les bœufs sont volontairement assommés, saignés et écorchés devant les clients pour leur rendre compte de la qualité de la marchandise. Le jour de Samedi gras, la foire du village permet de s'approvisionner en viande, suspendue sur les crocs des boucheries et décorée de guirlandes et de branches de sapins fleuris. Des soupes, des farcis, des tartes, des tourtes et des beignets sont également exposés à la vente. La viande est tout particulièrement consommée en abondance dans chaque foyer (deux ou trois plats par personne), la veille du premier jour d'abstinence du Carême.

### Les Soufflaculs de Nontron depuis 1979

Tradition des Soufflaculs en 1947.
Soufflaculs uniquement.
Soufflaculs + danse du feu aux fesses.
Danse du feu aux fesses uniquement.

Tombé en désuétude dans les années 1950 et après une tentative de remise sur pied en 1968, le carnaval de Nontron renaît en 1979, sous l'impulsion de l'association locale de rugby, ainsi que de la Compagnie des soufflets de Nontron, constituée en association loi de 1901 et présidée par Michel Meyleu,,. C'est à partir de cette date que les Soufflaculs sont organisés tous les ans, pendant un dimanche du mois d'avril,. Avec la commune de Saint-Claude (Jura), la tradition est encore perpétuée en Dordogne et dans l'Hérault, avec plus d'une trentaine de villages participants depuis la fin des années 1970,.
Si la ville de Nontron l'utilise généralement comme un véritable outil de promotion touristique, l'événement se heurte parfois à un manque de moyens financiers ou à une mésentente avec certains des maires qui se sont succédé, ce qui l'empêche alors de se tenir certaines années,. Par ailleurs, l'originalité dont les Soufflaculs bénéficient depuis plusieurs décennies commence à faire défaut à la fin des années 1980 : le manque de nouveauté et de modernité dans le carnaval entraîne une baisse du nombre de participants et de spectateurs. Les organisateurs tentent alors d'intégrer d'autres figures carnavalesques historiques, tout en préservant l'identité des Soufflaculs.
Les Soufflaculs de Nontron font partie du patrimoine culturel de la ville, transmis de génération en génération,,. En 1986, une statue représentant un Soufflacul en action est construite par une classe du lycée de la ville. À l'édition 2003, une équipe de télévision sud-coréenne vient à Nontron pour filmer les Soufflaculs et devient ainsi le premier média étranger à diffuser l'événement. Une des voies de Nontron porte le nom de « rue des Soufflets ».

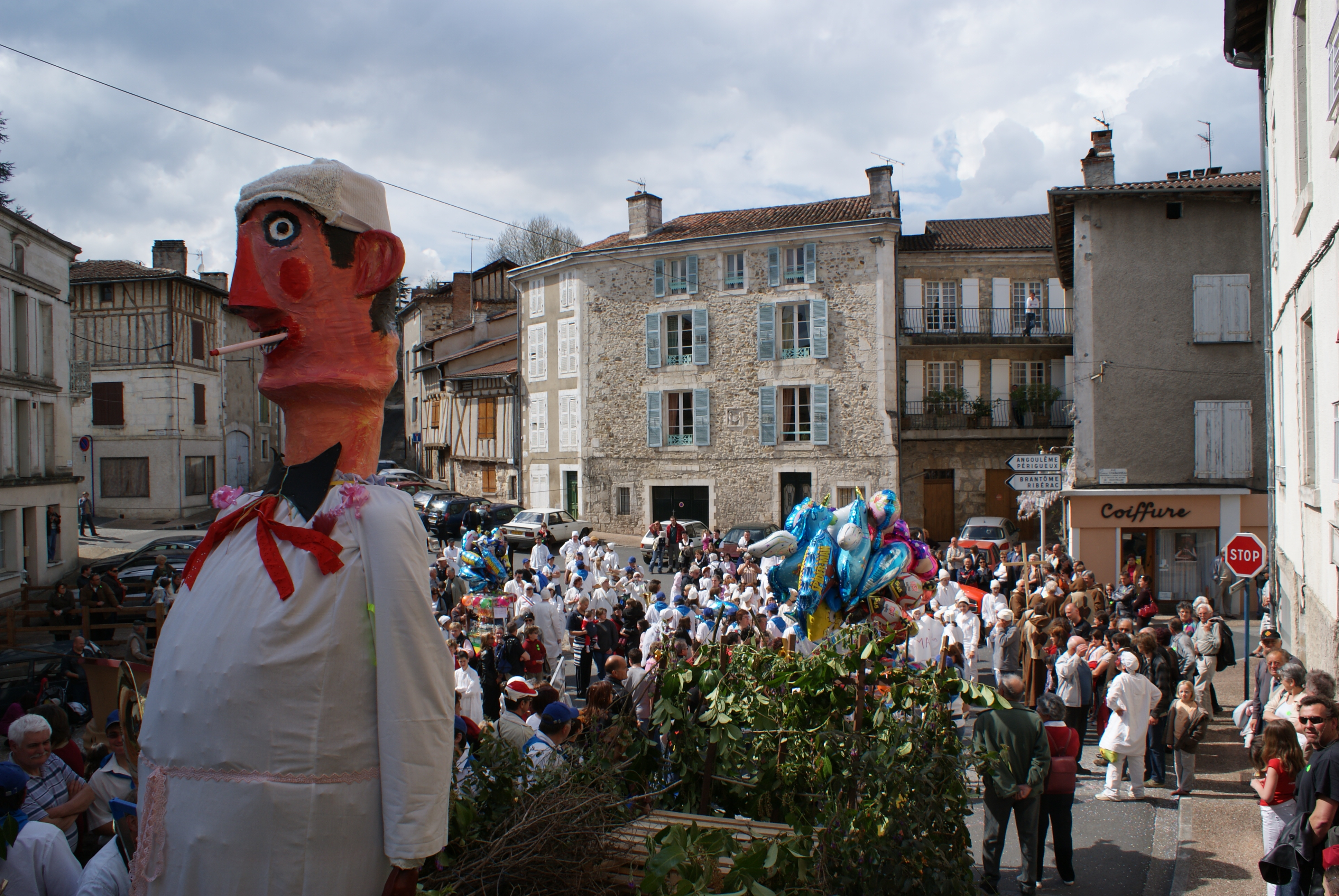
Bufador est tracté au milieu des spectateurs en 2009.

Dans le cadre de la mission « Institut occitan 2008-2010 » pilotée par Marie Hirigoyen et Christine Escarmant-Pauvert, une enquête de labellisation du carnaval est menée les 26 et 27 avril 2008, le 7 janvier 2009 et les 17 et 18 avril 2010 à Nontron. Les enquêtrices rencontrent notamment Michel Meyleu et Gilbert Cibert, co-refondateurs des Soufflaculs en 1979, ainsi que Jean-Louis Dumontet, le président de l'association. Les Soufflaculs de Nontron sont inscrits dans l'Inventaire du patrimoine culturel immatériel en France depuis le 5 juillet 2010, au titre de « leur procession à travers la ville, leur jugement et leur crémation de Carnaval, et de leur rituel de circulation des souffles ». En 2011, l'équipe organisatrice cherche également à obtenir une notoriété plus internationale en lançant une procédure d'inscription au patrimoine culturel immatériel mondial de l'UNESCO.
En 2011, et malgré sa récente reconnaissance dans l'Inventaire du patrimoine culturel immatériel qui lui permet, entre autres, d'obtenir des subventions du conseil régional d'Aquitaine, l'association qui organise les Soufflaculs reste déficitaire et rencontre encore des difficultés à trouver les soutiens financiers nécessaires à la pérennisation des festivités. En 2012, les Soufflaculs n'ont exceptionnellement pas lieu, pour cause de premier tour d'élection présidentielle. En 2013, l'événement n'est pas renouvelé, faute d'organisateurs volontaires. Une nouvelle équipe de bénévoles prend le relais et les Soufflaculs sont organisés en 2014 et en 2016 — les dernières éditions en date à Nontron, alors que la commune de Saint-Claude (Jura) poursuit les festivités en 2018.

## Description des festivités sous leur forme récente
Jusqu'en 2016, les Soufflaculs de Nontron sont organisés tous les deux ans. Le samedi soir, veille des festivités, un grand banquet est préparé par les organisateurs à la salle des fêtes de Nontron. Il est animé par un orchestre, des jeux collectifs, l'élection de Miss Soufflette (qui accompagne Bufador le lendemain) et un bal,,,.

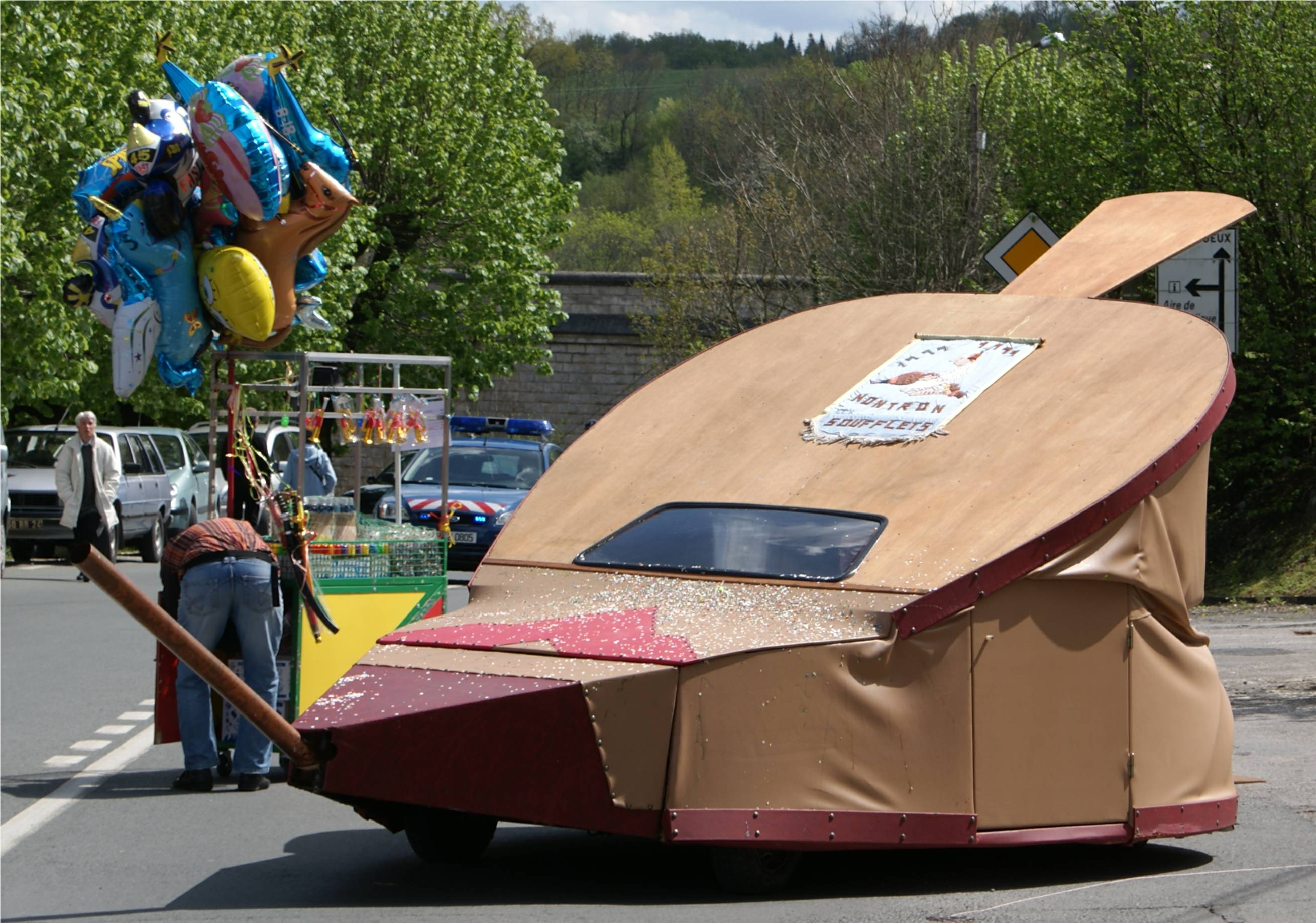
Le « soufflet-char » souffle des confettis pendant le défilé.

Un dimanche du mois d'avril, entre 200 et 300 Soufflaculs se réunissent à 14 heures devant la salle des fêtes. Ils sont vêtus de longues chemises de nuit blanches, de bonnets de coton blanc, chaussés de sabots (souvent rouges), le visage recouvert d'un faux-nez, d'un masque ou de farine, voire barbouillé de noir de fumée,,,,. Ils défilent dans la rue en se suivant les uns derrière les autres, munis d'un soufflet,,. Chaque participant le positionne au niveau des fesses de la personne située devant lui et chante en occitan : « E bufa s'i al cual »,,,. Certains participants forment des chenilles en cousant leurs chemises de nuit.
Les festivités tournent autour du jugement de l'inconnu présenté comme le roi de la fête : « Bufador » (appelé « Pétassou » ou « Carnaval » jusqu'en 1990, comme dans le carnaval de Périgueux),. Le mannequin qui symbolise Bufador prend une forme humaine. De manière générale, il est composé d'une armature en bois, bourrée de paille et remplie de pétards. Il est souvent décoré, costumé et habillé d'un masque de personnage célèbre. L'acteur qui joue son double vivant est souvent recouvert de maquillage rouge pour témoigner d'une consommation excessive et régulière d'alcool.
Un personnage dénommé « Jaurès » (ou « Niflant ») dirige la procession. Au XXe siècle, le personnage de Jaurès est notamment interprété par M. Brousse pendant trente ans,. C'est pour ses moustaches imposantes et ses qualités d'orateur qu'on aurait nommé le personnage en référence à l'homme politique Jean Jaurès,. Le personnage de Jaurès est habillé d'un haut-de-forme, de gants blancs, et d'un costume trois pièces, d'une redingote ou d'une queue-de-pie,. Bufador apparaît derrière lui ou en fin de cortège, assis ou à califourchon sur un âne ou dans une vieille voiture,. Dans la foule se trouvent également d'autres personnages récurrents : le roi fainéant « Dagobébert Ier » sur son char, des travestis, des faux pompiers et des moines.

Les personnages emblématiques du carnaval de Nontron
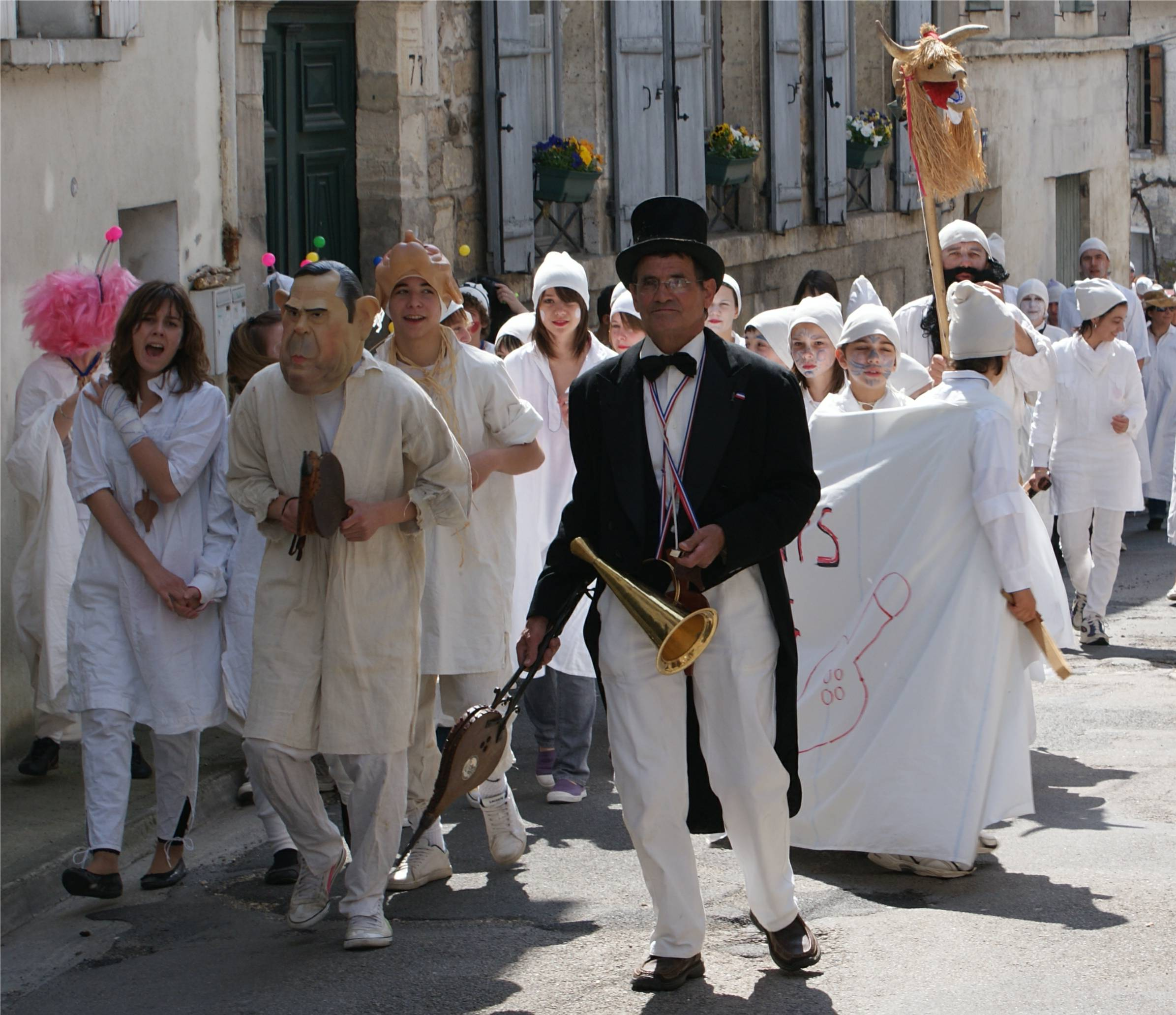
Jaurès, en tête de cortège.
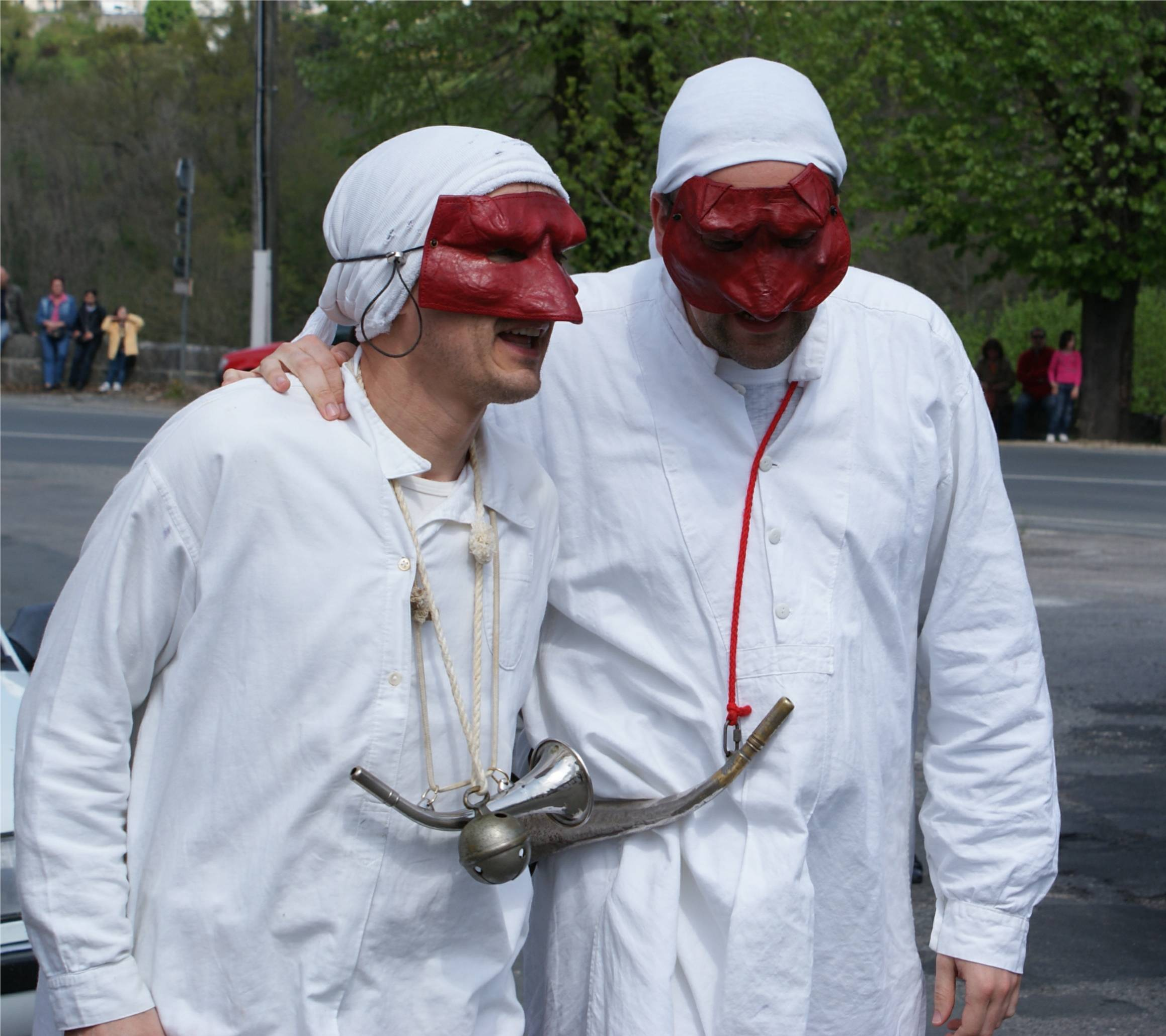
Deux Fous.
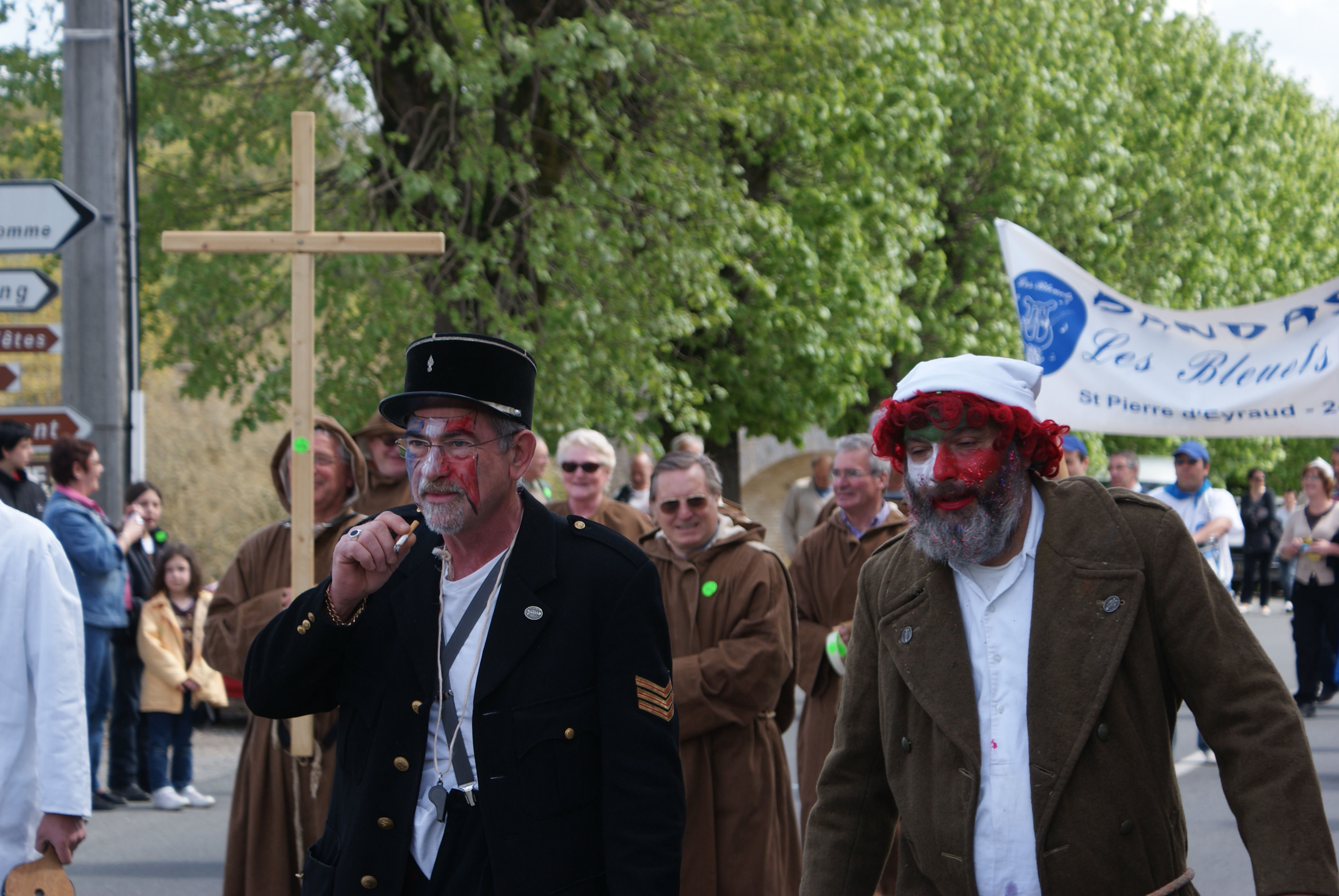
Bufador (à droite), escorté par un gendarme.
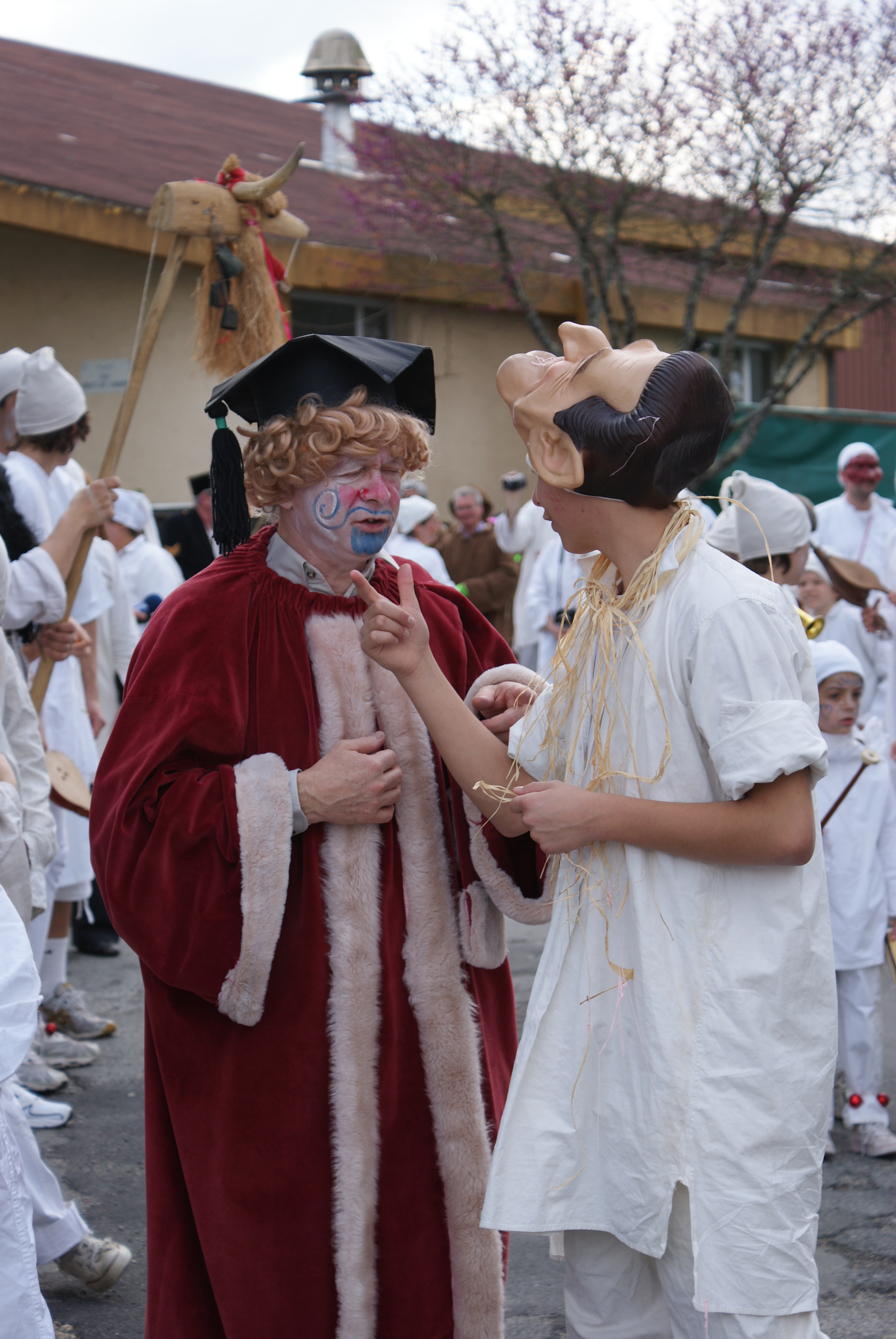
Le procureur général.
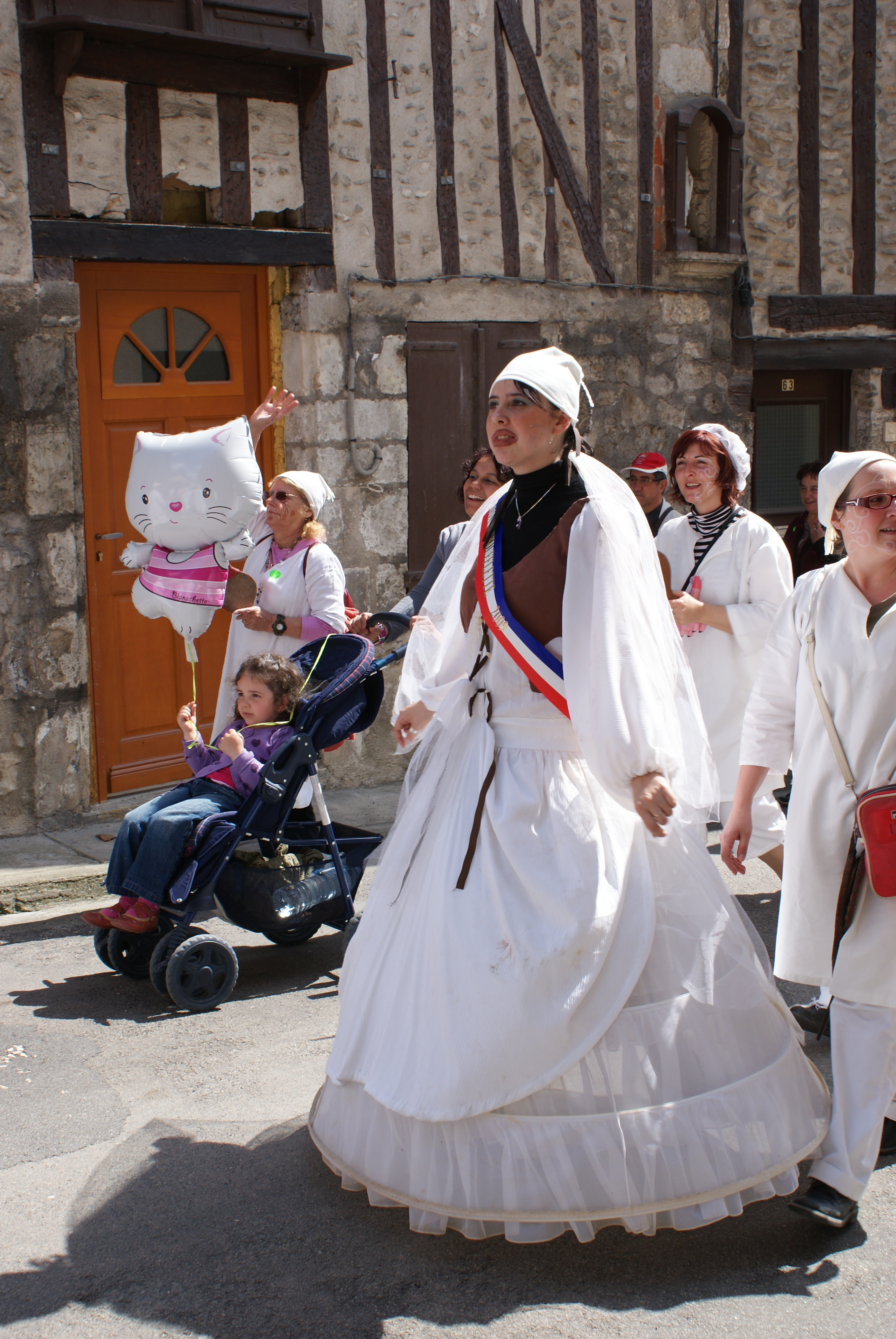
Miss Soufflette.

À l'aide d'une échelle ou d'une grande perche équipée d'une sébile, un groupe de Soufflaculs portant des masques rouges, appelé les Fous, entre dans les cafés et monte aux fenêtres et aux balcons des Nontronnais pour se faire servir du vin,. Massés sur les trottoirs, au milieu de la foule de spectateurs, les Soufflaculs interprètent régulièrement la chanson des Soufflets de Nontron, accompagnés d'une banda ou d'un orchestre de rue.
Généralement tous les 100 mètres, les Soufflaculs s'accroupissent les uns derrière les autres, l'extrémité du soufflet de chacun sous le postérieur de la personne devant lui,. Quand un coup de sifflet retentit, chacun doit souffler,. Au nouveau coup de sifflet, tous les Soufflaculs se relèvent et poursuivent la procession,. Certains Soufflaculs sortent parfois des rangs pour « purifier » des spectateurs, en soufflant notamment sous les jupons des femmes,,,.
Le cortège s'arrête devant la mairie de Nontron pour que le véritable maire de la commune (ou Jaurès en son absence) remette aux plus méritants « l'ordre national des Sardines Valeureuses », considéré comme la « distinction suprême des Soufflaculs de Nontron », au-dessus même de la Légion d'honneur. La série de sardines séchées et puantes est suspendue sur un cercle décoré. Ces personnes sont également faites membres de la « confrérie des Fous des Soufflets » qui organise le carnaval.
Bufador redéfile dans la ville jusqu'à l'endroit de son jugement. À ce moment précis, le mannequin est accompagné de son double vivant, un acteur qui tient le rôle de Bufador en tant qu'accusé. Une table de tribunal, entourée d'un procureur général, d'un avocat et de témoins, est dressée sur une grande place de Nontron,. Alors encadré par deux gendarmes,, Bufador est inculpé pour tous les méfaits, les vols et les crimes perpétrés dans la ville. Le discours du jugement, transmis traditionnellement de manière orale, est souvent remanié en fonction de l'actualité. Le jugement est inspiré par Le jugement de Carnaval, comédie burlesque en prose et vers en un acte, un récit écrit en 1951 par le Nontronnais Paul Thibaud,.
Une fois condamné en place publique, Bufador est mis à mort et finit brûlé sur un bûcher (souvent dressé sur la place des Droits-de-l'Homme),,. Les Soufflaculs forment un cercle autour du bûcher et vont, chacun leur tour, attiser le feu à l'aide de leur soufflet, sous l'euphorie collective. Quelques-uns saluent la mort de Bufador en interprétant la chanson populaire Adieu paure Carnaval. Certaines années, la condamnation a lieu sous le regard de « Baboye »,, une grande statue représentant un Soufflacul en action, symbole de la fête à Nontron.
Le jugement de Bufador remplace ainsi celui de la Vieille Bouchée, considéré comme étant très obscène. Au Moyen Âge, c'est le mannequin de ce personnage, appelé également la « Dame Roussignole », qui est condamné puis scié en place publique. Le peuple pleure ce spectacle, tout en chantant : « Nous scions la vieille, la vieille. Nous scions la vieille aujourd'hui ! Adieu pauvre grand-mère, tu meurs sciée, quel malheur ! Tant mieux ! Elle était sorcière, elle le méritait bien. »,.

Chronologie des événements de la journée de célébration
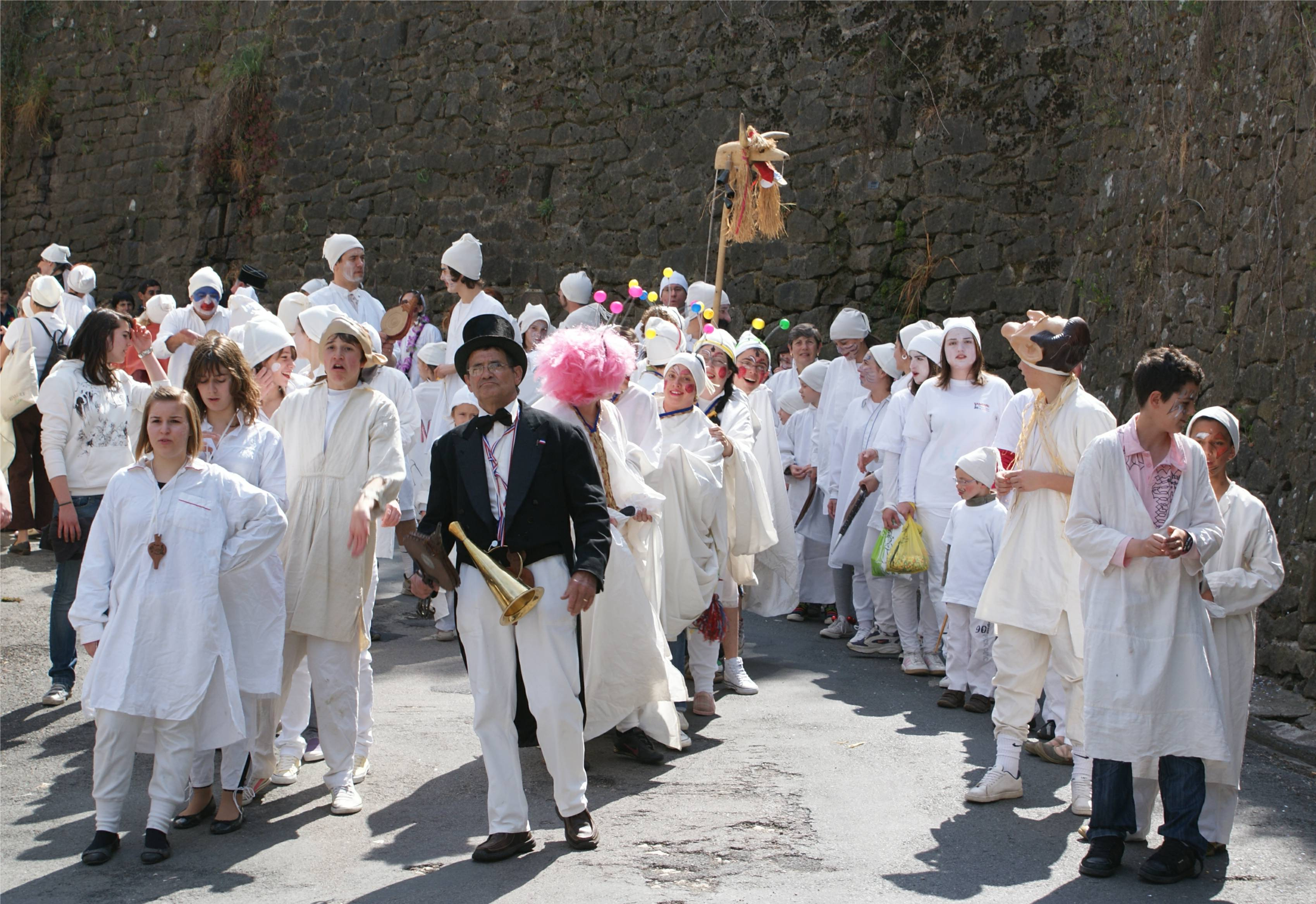
Le cortège est mené par Jaurès.
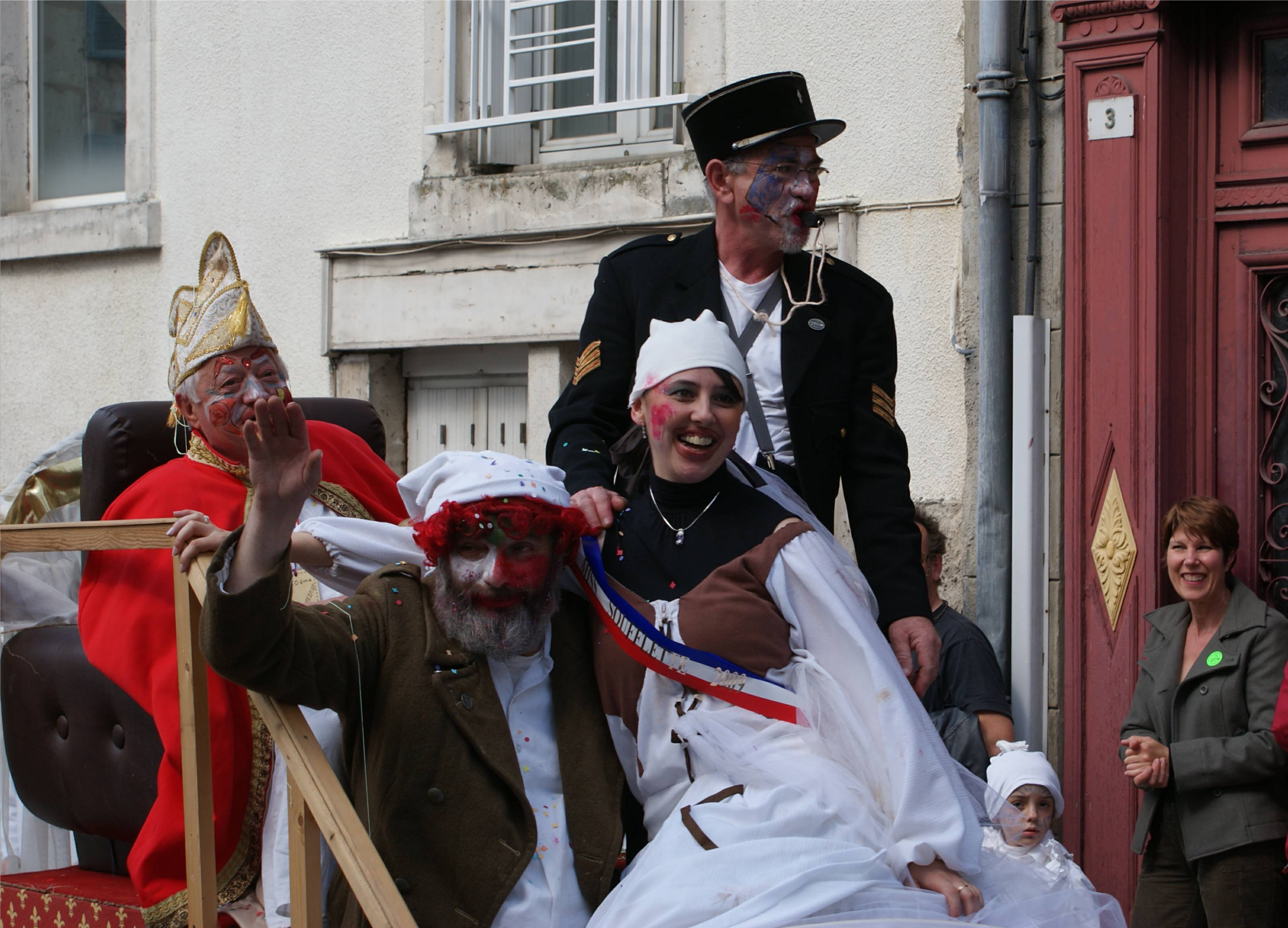
Bufador apparaît derrière dans le cortège, aux côtés de Miss Soufflette et du roi Dagobébert Ier.
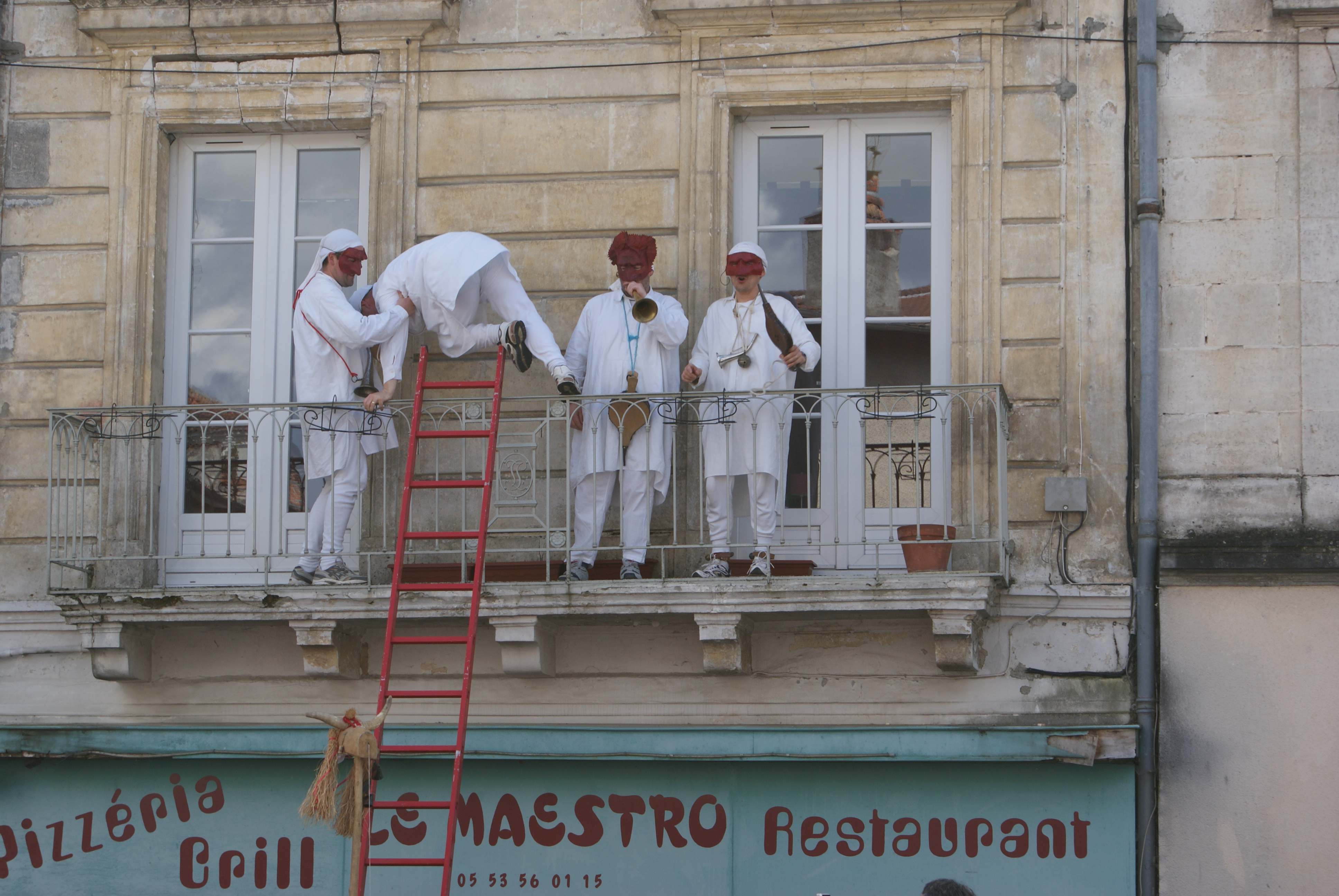
Les Fous montent aux balcons des Nontronnais pour se faire servir du vin.
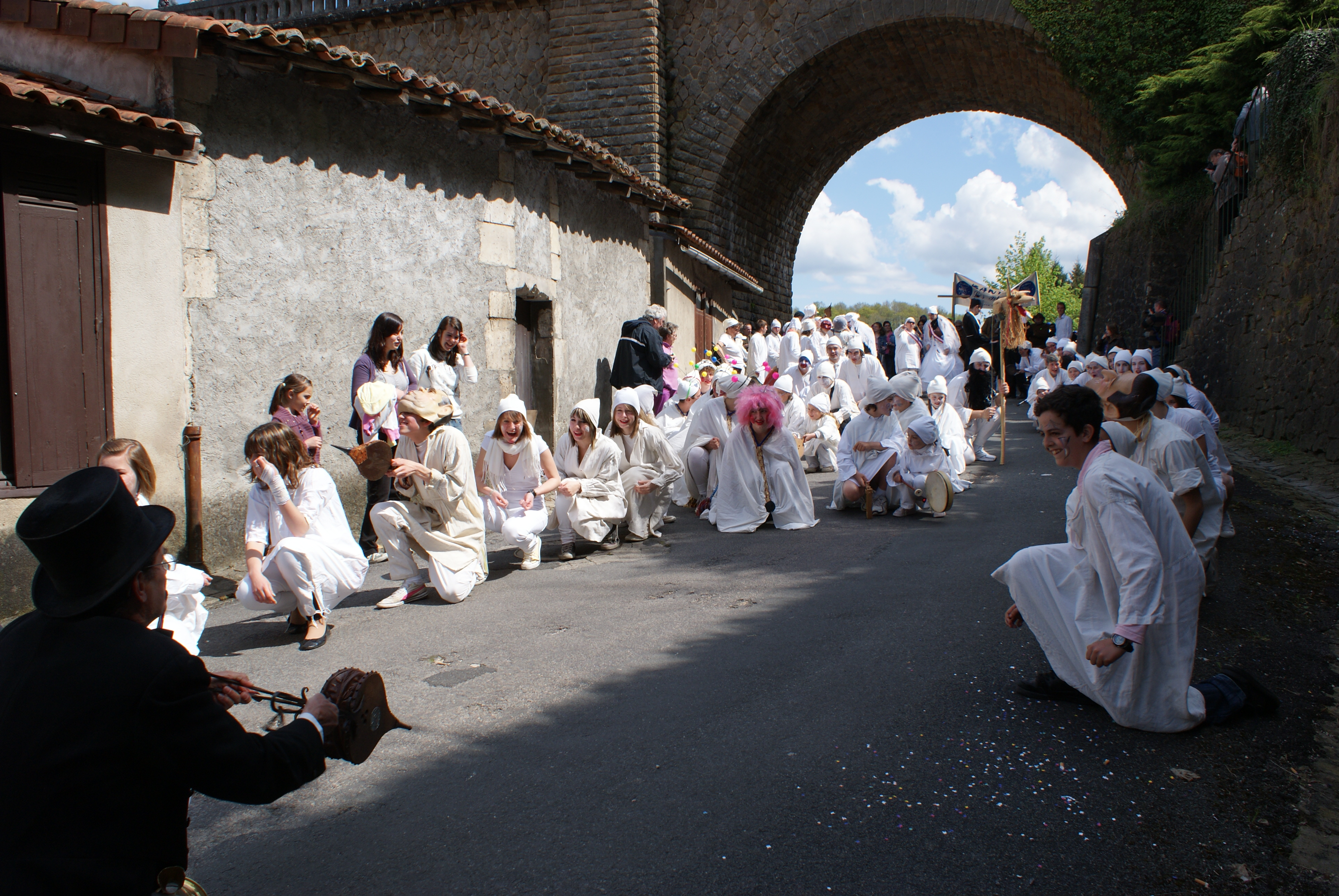
Les Soufflaculs s'accroupissent régulièrement pour souffler les fesses de leurs voisins.

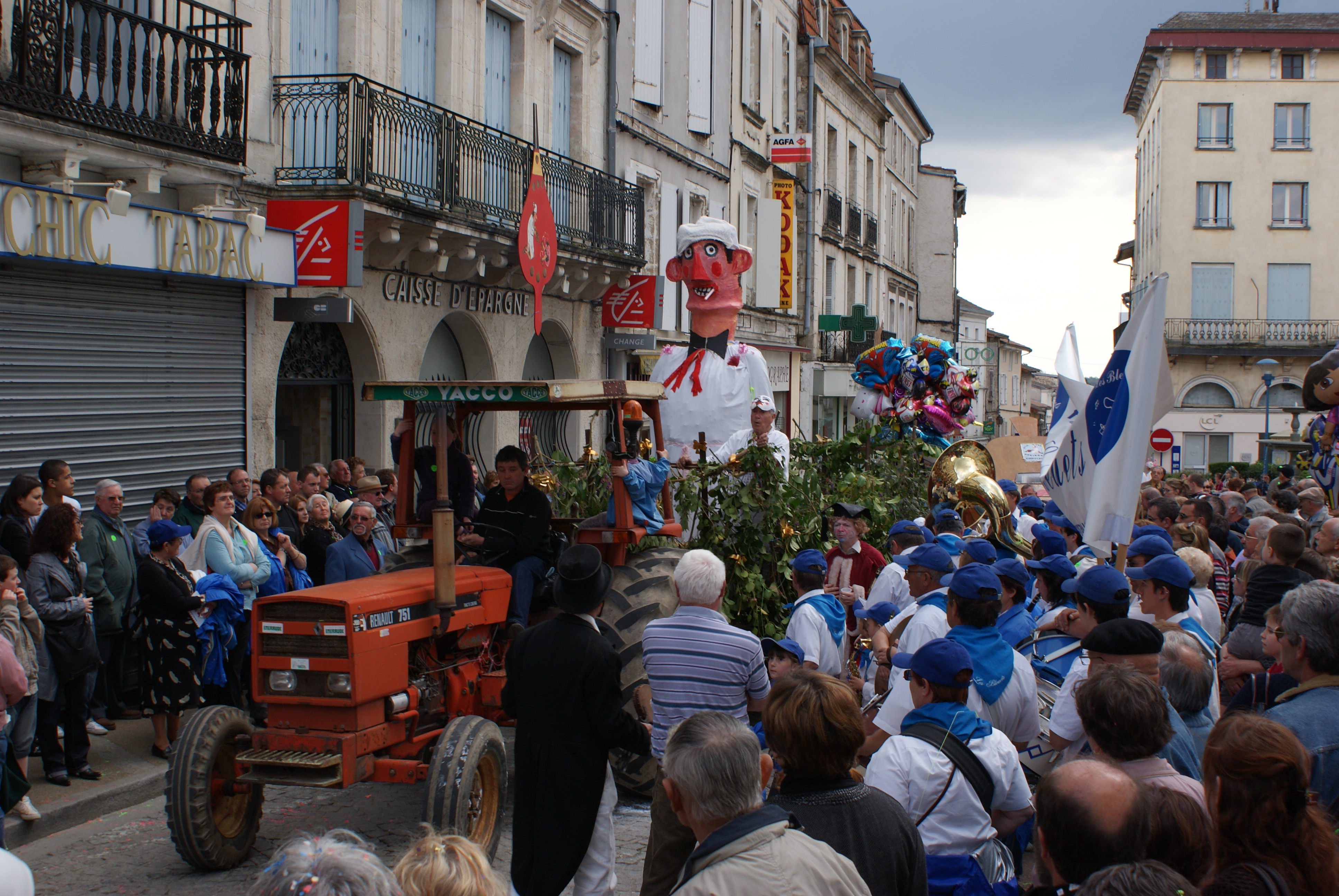
Le cortège se rend devant la mairie de Nontron.
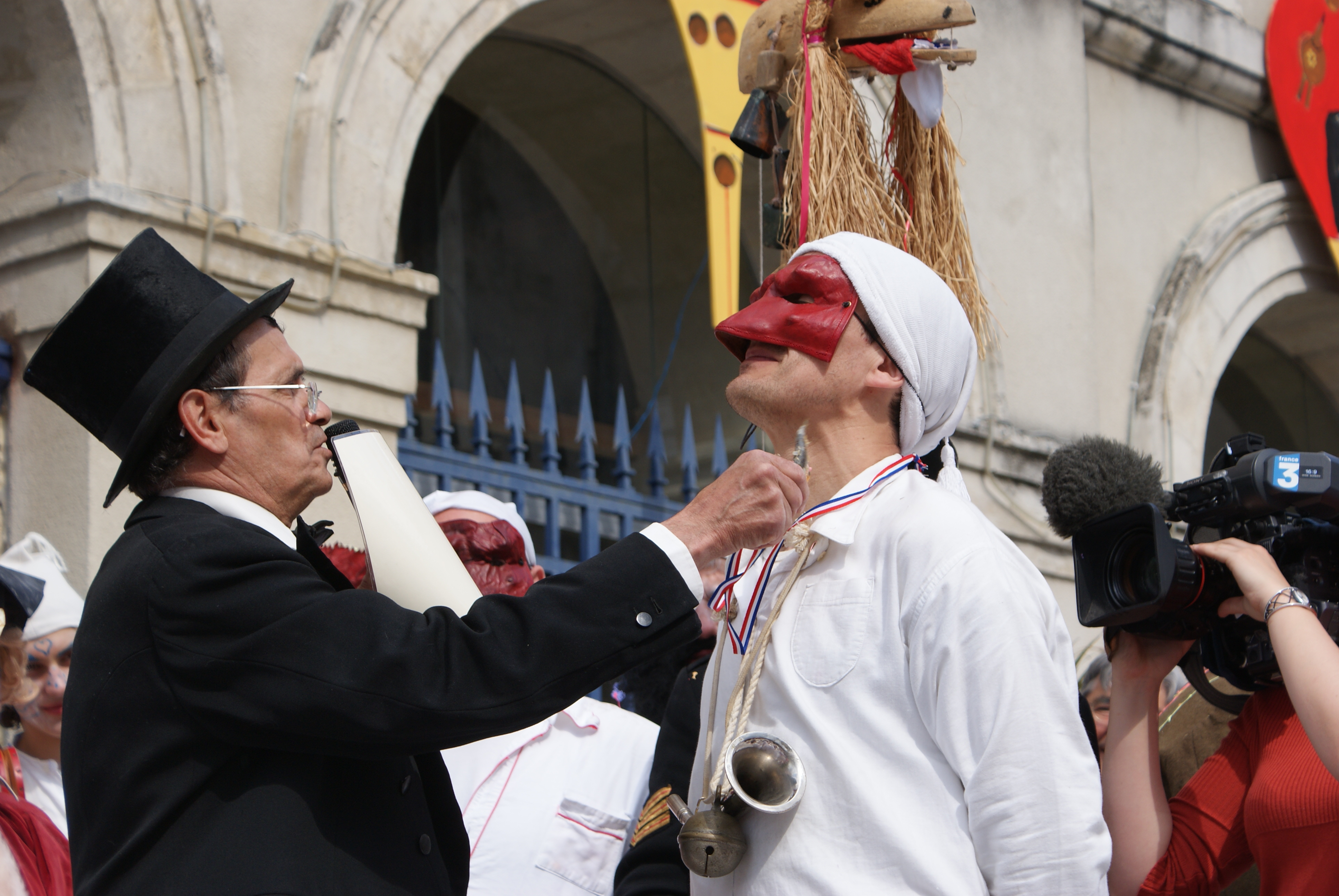
Certains se voient distingués par « l'ordre national des Sardines Valeureuses ».
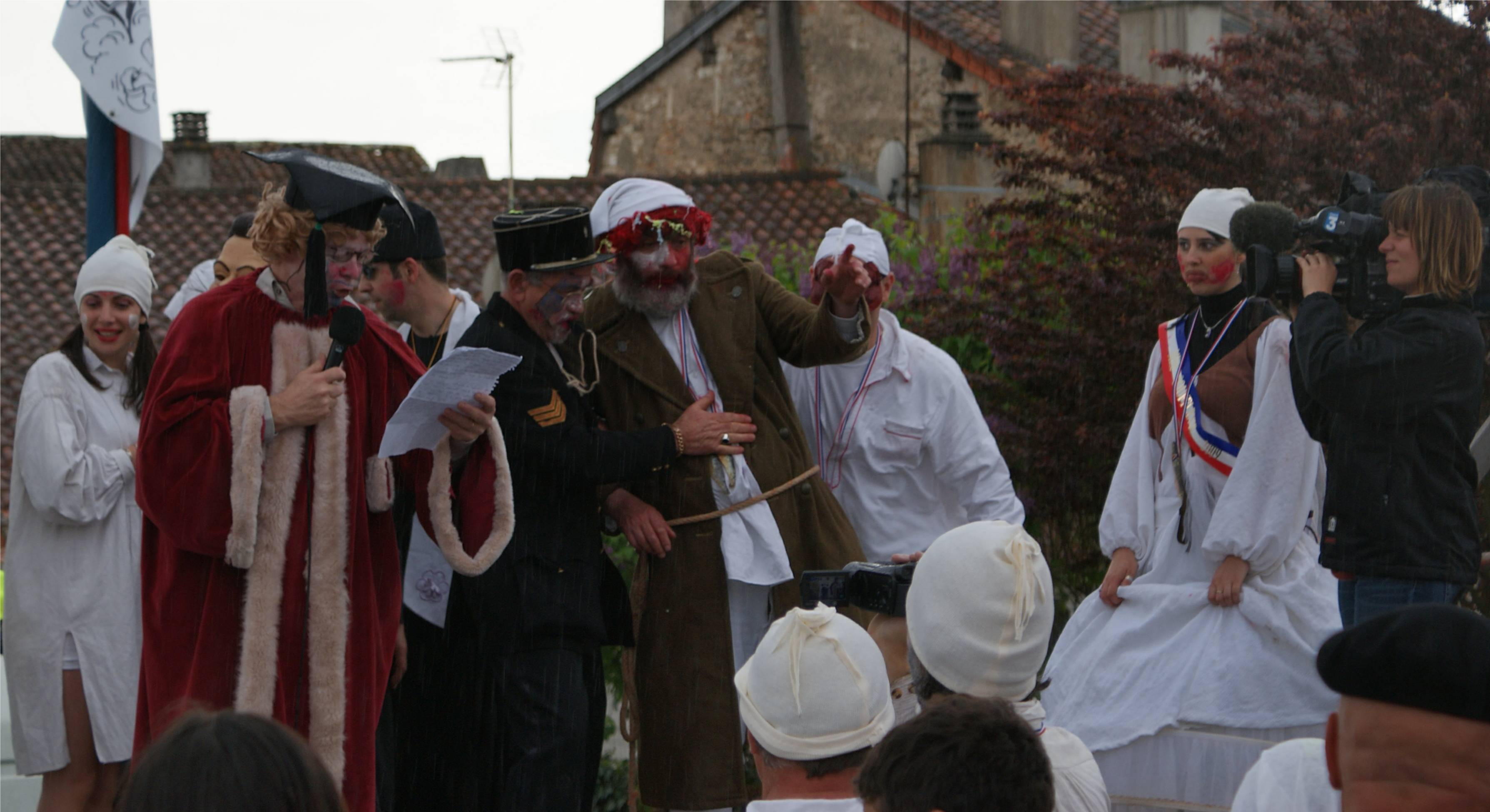
Bufador est jugé en place publique puis condamné à mort.
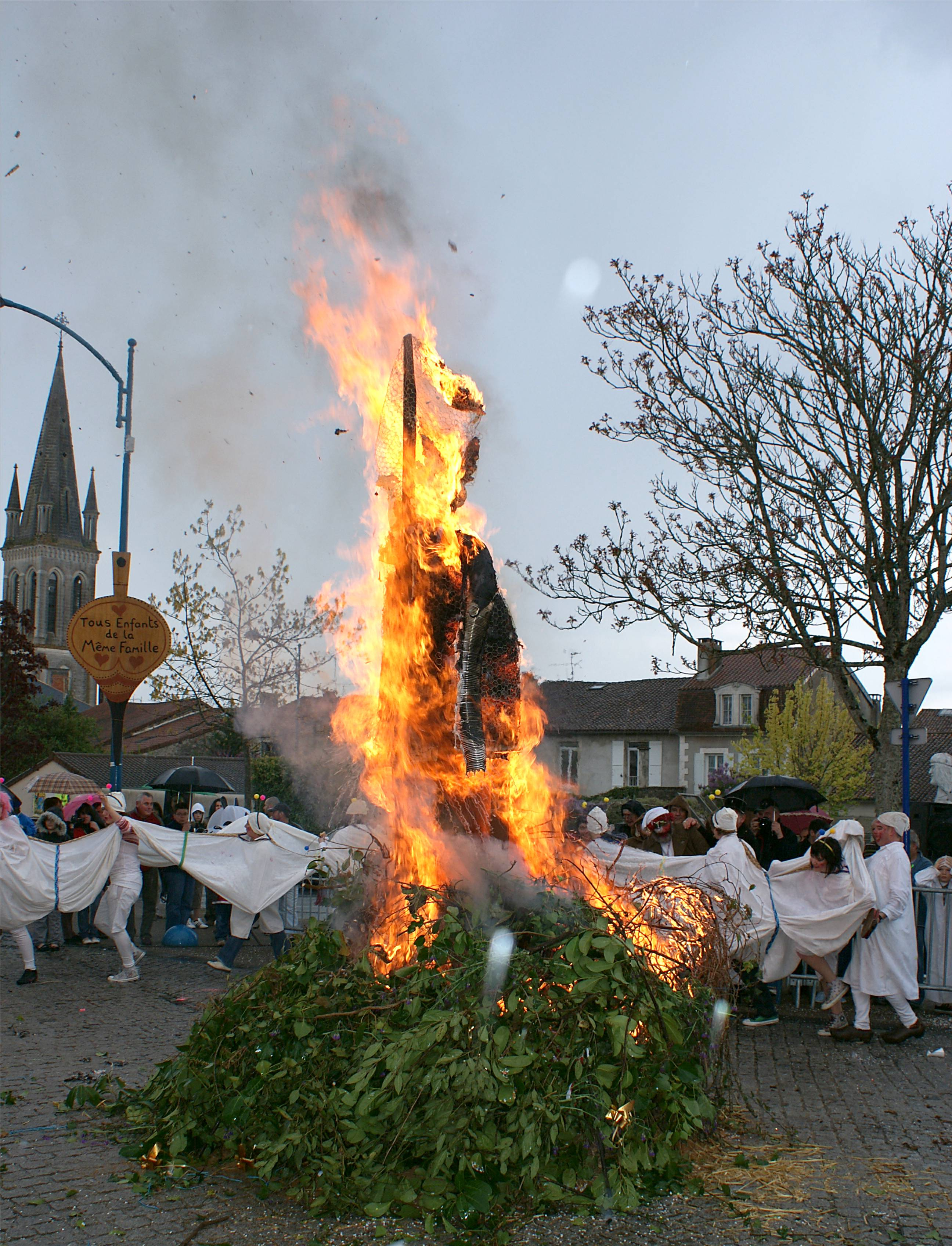
Il est brûlé sur un bûcher.

## Signification

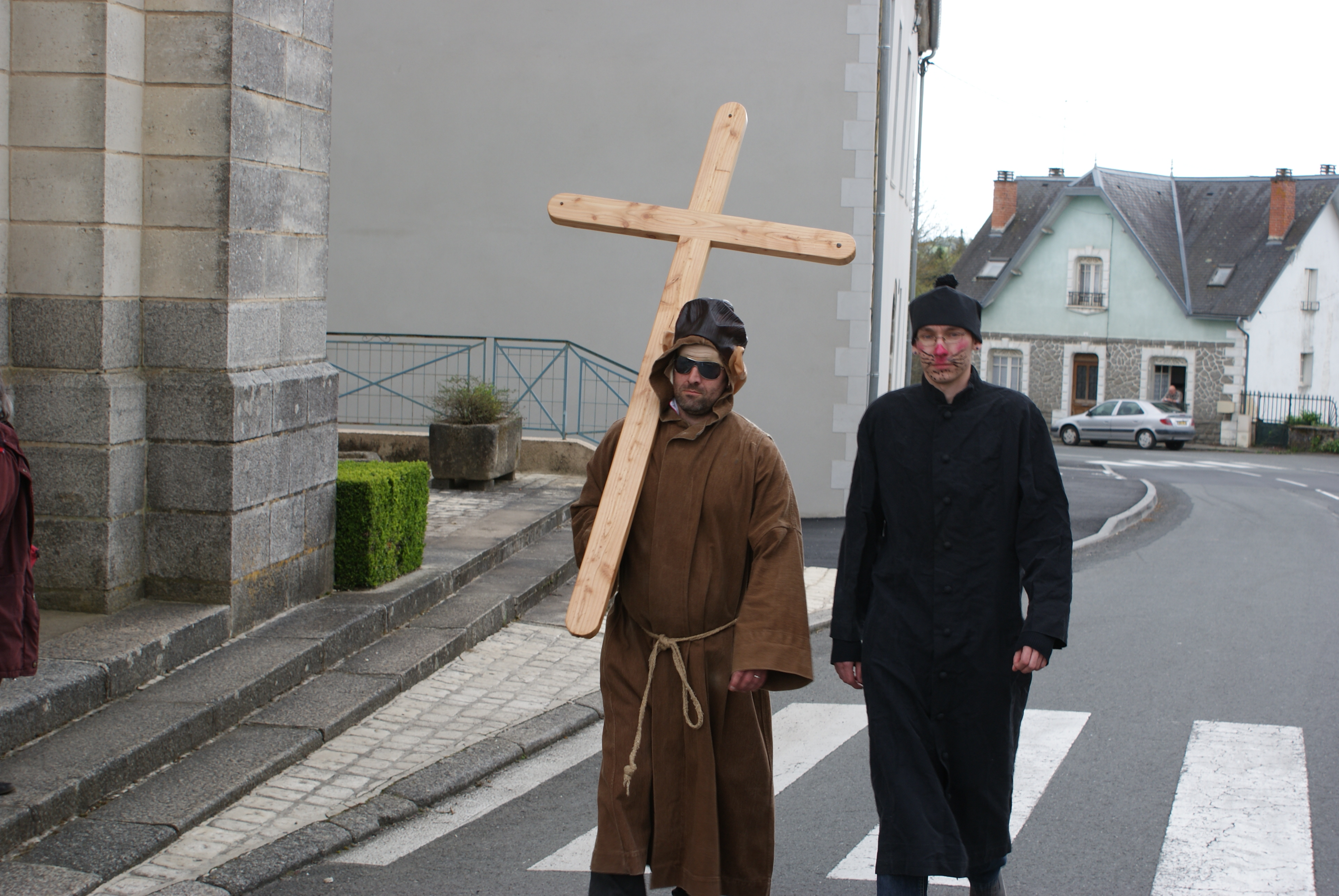
En 2014, deux participants sont déguisés en ecclésiastiques.

Les quelques archives historiques retrouvées sur les Soufflaculs de Nontron démontrent qu'ils occupent une place particulière dans le calendrier populaire,. Les citoyens se permettent des excès festifs avant le Carême. L'idée de cette farce satirique est d'oublier les contraintes, les tabous (notamment ceux liés au corps quand il s'agit d'insufflation anale), les interdits, l'institution sociale et la loi. Les historiens comparent les Soufflaculs de Nontron à la fête des Fous, dans le sens où ces deux fêtes moyenâgeuses démontrent que la société était capable de parodier, de se ridiculiser une période dans l'année et de « singer les riches et les puissants de l'Église et de la Cour »,,. Chacun pouvait se moquer des pratiques et conventions religieuses et royales les plus sacrées, et d'imaginer exceptionnellement « un monde où le dernier était le premier, où les fous et les serfs devenaient rois », et inversement,,. En ce sens, l'ethnologue Christian Magne explique que les Soufflaculs sont « trop universels et imprévisibles pour être considérés comme une manifestation folklorique ». Les Soufflaculs ne sont pas un spectacle passif ; chacun a l'occasion de s'approprier la fête, de s'exprimer et de s'amuser. En janvier 2019, Jean-Noël Cuénod, un correspondant pour Mediapart, fait notamment un parallèle entre la ferveur des Soufflaculs et celle des Gilets jaunes dans les rues, alors qu'Emmanuel Macron vient d'écrire sa Lettre aux Français pour expliquer les modalités du grand débat national : « [la lettre] du Président Macron ne pouvait que manquer de souffle, contrairement aux Soufflaculs de Nontron […], héros sans culotte de cette fête aussi annuelle que pétaradante ».
Dans la mythologie carnavalesque, le soufflet est rempli de vent, de magie et de folie,. En ce sens, le mot « soufflet » peut être rapproché étymologiquement du latin « follis », origine de « folie ». Selon la légende, le sens premier de la pratique serait de chasser le Diable à grands coups de soufflet, comme le faisaient les moines de Saint-Sauveur dans leur abbaye située sur l'emplacement de l'actuelle pharmacie centrale, place Alfred-Agard à Nontron,,. Le soufflet semble donc être un remède contre Satan et le péché. De plus, la chanson des Soufflets de Nontron indique que le soufflet est aussi un moyen de resserrer les liens du village : « Nous sommes tous enfants de la même famille, notre père était fabricant de soufflets » ; la ville de Nontron est une famille dont le lien de parenté est le soufflet,.
Le personnage de Bufador incarne l'unité d'une communauté. Les histoires rocambolesques qui lui sont attribuées prennent naissance de faits réels dont on extrait uniquement l'aspect comique, caricatural, parodique ou dérisoire. À travers le jugement de Bufador, chacun en profite inconsciemment pour le stigmatiser, qu'il personnifie un mari cocu, une personne mesquine, un membre du clergé ou une personnalité politique trop ambitieuse,. Le jugement expéditif de Bufador est une critique d'une justice trop rapide et souvent remise en cause pour cette raison.
Jaurès semble être le personnage antinomique des Soufflaculs. D'après Christian Magne, il représente le « chef », « l'homme d'autorité » et symbolise la rigueur au sein du désordre carnavalesque.

## Croyances et légendes locales
En Périgord, et notamment à Nontron, la période carnavalesque fait l'objet de plusieurs croyances. L'une d'entre elles est qu'elle semble propice à l'élimination d'animaux nuisibles, notamment les puces, les araignées, les cafards, les taupes et les moucherons,. Une autre croyance consiste à réaliser quelques rituels de fertilité pendant la période du carnaval, pour améliorer le rendement des récoltes et faire prospérer le bétail : jeter des cuillerées de bouillon dans l'étable avant le déjeuner ; placer un os plat sur la tête de la plus vieille des vaches ; ne pas casser d'œuf le jour du carnaval ; réserver la plus belle crêpe de la période aux poules afin de multiplier leurs pontes ; tirer un coup de fusil le soir du carnaval.

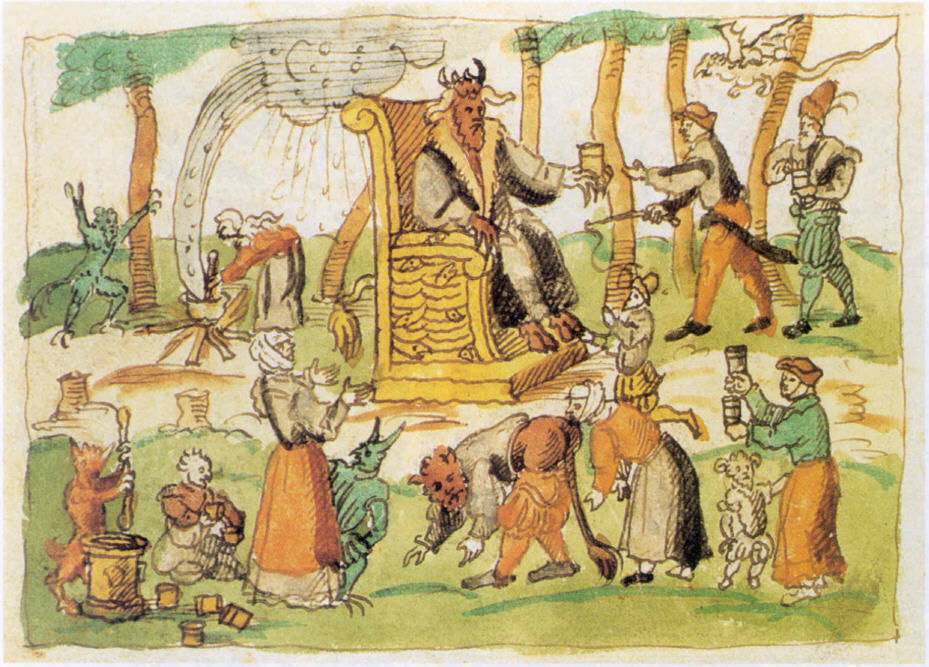
La chronique de Johann Jakob Wick (XVIe siècle) représente la cérémonie du Sabbat.

D'après les légendes locales, le Diable prend part aux festivités. Après avoir également fait des excès le jour de carnaval, il devient, le soir-même, le maître de cérémonie du Sabbat, une assemblée de sorcellerie qui réunit ses serviteurs — des sorciers et des loups-garous — dans une clairière abandonnée. Il est personnifié en homme grimaçant et torturé tenant une fourche à la main, ou en bouc avec de grandes cornes et une queue. Cette croyance rappelle aux citoyens que, le lendemain du carnaval, le Diable est toujours présent et veille à ne tolérer aucun faux-pas.
Plusieurs dictons météorologiques sont également formulés en occitan pour lier la période carnavalesque à des prévisions climatiques,, :

« S'il pleut le jour de Carnaval, année de blé noir. »

« Carnaval baveux, Pâques foireux. »

« S'il pleut pour Carnaval, bonne année pour les noix. »

« Le jour du Carnaval, si l'aubépine goutte, il y aura du blé noir. »

« On n'a jamais vu de Mardi-Gras en dehors de lune nouvelle de février. »

« Lune de février amène le Mardi-Gras. »